# 임지순
임지순(任志淳, 1951년 7월 4일~)은 대한민국의 물리학자이다.
지도교수였던 Marvin L. Cohen 교수와 함께 “전산재료물리학”이라는 새로운 학문분야 개척함. 탄소나노튜브의 전자구조와 전계방출 특성에 관한 획기적인 이론적 연구 결과를 발표함. 1990년대 이 분야의 유럽-미국지역 학회인 Computational Physics and Materials Science: Total Energy and Force Methods 및 아시아지역 학회인 Asian Workshop on First-Principles Electronic Structure Calculations 설립 멤버.

## 주요업적
- 전산재료물리학(Computational materials physics)이라는 학문 분야 개척
- 대표논문: “Momentum-space formalism
- 이 분야의 Europe-US 지역학회 및 Asia 지역학회 창설 하였다 합니다

## 수상
- 1996 한국과학상
- 1998 올해의 과학자상
- 2007 청암상
- 2007 대한민국 최고과학기술인상
- 2009 아시아전산재료학회 총회상

## 경력
- 1990 한국 물리학회 평의원
- 1999 한국 과학기술한림원 회원
- 2007 미국 물리학회(APS) 석학회원(Fellow)
- 2009 서울대학교 석좌교수
- 2011 미국 학술원(NAS) 외국인 회원(Foreign Associate)
- 2016 포항공대(포스텍)물리학과 석좌교수